# Мандершајд (Ислек)
Мандершајд (њем. Manderscheid) општина је у њемачкој савезној држави Рајна-Палатинат. Једно је од 235 општинских средишта округа Ајфелкрајс Битбург-Прим. Према процјени из 2010. у општини је живјело 49 становника. Посједује регионалну шифру (AGS) 7232264.

## Географски и демографски подаци
Мандершајд се налази у савезној држави Рајна-Палатинат у округу Ајфелкрајс Битбург-Прим. Општина се налази на надморској висини од 450 метара. Површина општине износи 4,2 km². У самом мјесту је, према процјени из 2010. године, живјело 49 становника. Просјечна густина становништва износи 12 становника/km².